# 寺島秋介
寺島 秋介（てらしま あきすけ / てらじま あきすけ / てらじま しゅうすけ、1842年11月17日（天保13年10月15日）- 1910年（明治43年）7月30日）は、幕末の長州藩士、明治期の官僚・政治家。元老院議官、貴族院勅選議員、男爵、錦鶏間祗候。諱・直方、通称・秀之助。

## 経歴
周防国熊毛郡原村（現周南市）で長州藩士・寺島太次郎直一、沢夫妻の長男として生まれる。下関戦争、禁門の変に参加した。
慶応4年1月12日（1868年2月6日）浪華隊隊長に就任。同年2月27日（3月20日）東征大総督・有栖川宮熾仁親王の副参謀を命ぜられ江戸に下り、上野戦争では団子坂口の諸藩兵の総指揮を担当した。同年7月2日（8月19日）奥羽鎮撫総督九条道孝の参謀に任じられ奥州を転戦し、明治元年11月1日（1868年12月14日）京都に帰還した。明治2年6月2日（1869年7月10日）戊辰の戦功により賞典禄450石を永世下賜された。同年12月（1870年）諸隊脱走兵反乱に際して木戸孝允に随行し、その対応を行う。
明治4年12月24日（1872年2月2日）外務八等出仕となり、以後、司法省警保寮十等出仕、警視庁権大警部、大警部、権少警視、内務省警視局一等警部などを歴任。1877年に勃発した西南戦争においては警視隊の編成に従事し、同年6月30日、陸軍大尉兼一等大警部・新撰旅団付となる。同年11月2日、兼大警部となる。以後、兼一等警視補、兼権少警視、兼警視庁三等警視、兼内務権少書記官、内務少書記官、地理局第一部長、社寺局次長、造神宮副使代理、臨時全国宝物取調掛などを務めた。
1890年6月12日、元老院議官に就任し、同年10月20日、元老院が廃止され非職となり錦鶏間祗候を仰せ付けられた。1891年4月21日、非職元元老院議官を依願免本官となる。同年4月15日、貴族院勅選議員に任じられ、死去するまで在任した。
1896年6月5日、その功績により男爵を叙爵した。

## 栄典
位階
- 1890年（明治23年）6月19日 – 従四位[8]

勲章
- 1889年（明治22年）12月27日 - 勲四等瑞宝章[9]

## 親族
- 養子 寺島敏三（有地品之允四男・陸軍大尉・貴族院議員）[1]
- 弟 寺島忠三郎（禁門の変で自刃）[2]